# Lino Coletta
Lino Coletta (Avola, 27 marzo 1932 – Avola, 23 luglio 2012) è stato un attore italiano.

## Biografia
Esordisce nella pellicola Una questione d'onore, in un cameo di poco rilievo, verso la metà degli anni Sessanta. Sempre in questo periodo, partecipa al film di Demofilo Fidani, Straniero... fatti il segno della croce!, nel ruolo del classico pistolero sbruffone. Nel 1968 ottiene il primo ruolo importante nel film cult di Damiano Damiani, Il giorno della civetta, tratto dall'omonimo romanzo di Leonardo Sciascia, dove lo troviamo nei panni di un giovane siciliano mafioso.
Nel 1970 partecipa ad un altro film-denuncia, Scacco alla mafia. Sempre nello stesso periodo, lavora anche con Giuliano Carnimeo, nel film Una nuvola di polvere... un grido di morte... arriva Sartana,  dove ottiene la parte di un bandido chiamato Rancho. Una parte significativa che Coletta ottiene, è nella pellicola Trastevere di Fausto Tozzi, tra l'altro la prima commedia in cui partecipa il giovane attore siculo. Altro ruolo importante e di rilievo, lo si può constatare nella serie TV Il caso Lafarge, prodotto dalla Rai.
Gli anni ottanta sono quelli che concludono la carriera dell'attore. Nel 1980 lavora nel film Zappatore, con Mario Merola, e, l'anno seguente, partecipa, sempre con un ruolo secondario, nel film Il carabiniere.

## Filmografia parziale
- Straniero... fatti il segno della croce!, regia di Demofilo Fidani (1968)
- Il giorno della civetta, regia di Damiano Damiani (1968)
- Una nuvola di polvere... un grido di morte... arriva Sartana, regia di Giuliano Carnimeo (1970)
- Trastevere, regia di Fausto Tozzi (1971)
- Che cosa è successo tra mio padre e tua madre? (Avanti!), regia di Billy Wilder (1972)
- Lezioni di violoncello con toccata e fuga, regia di Davide Montemurri (1976)
- Zappatore, regia di Alfonso Brescia (1980)
- Il carabiniere, regia di Silvio Amadio (1981)